# Chamaeza
Chamaeza is een geslacht van vogels uit de familie Formicariidae (mierlijsters). Dit geslacht telt zes soorten:

## Soorten
- Chamaeza campanisona (Lichtenstein, 1823) – Kortstaartmierlijster
- Chamaeza meruloides Vigors, 1825 – Cryptische mierlijster
- Chamaeza mollissima P.L. Sclater, 1855 – Gebandeerde mierlijster
- Chamaeza nobilis Gould, 1855 – Gestreepte mierlijster
- Chamaeza ruficauda (Cabanis & Heine, 1860) – Roodstaartmierlijster
- Chamaeza turdina (Cabanis & Heine, 1860) – Schwartz' mierlijster